# Женски фудбал
Игре које су се темељиле на шутирању лопте одигравале су се у многим земљама током историје. Најстарија игра о којој постоје важећи документи јесу Цују, помиње се током војних вежби за време Династије Чин у Кини (255—206. пне).
У Кини се овај спорт играо са кожном лоптом која је била напуњена перјем и длакама. И циљ је био пребацити лопту кроз отвор од 30 - 40 цм у малу мрежицу која је била окачена на два бамбусова штапа. Већ тада је било одређено да се руке не смеју користити. У игра је остала популарна наредних 700 — 800 година и Римљани су је донели на просторе Велике Британије. Фудбал се званично почео играти 1863. године у Енглеској.
Сада је преко 45 милиона жена као фудбалерке регистровано у ФИФА. На 3. Светском првенству за жене у САД, на финалној утакмици између САД и Кине, било је преко 100.000 гледалаца. Појава све већег броја женских екипа и организација, натерали су фудбалске спортске раднике да се озбиљније позабаве питањем женског фудбала. Тврдње појединаца да фудбал као спортска грана не одговара женским конституционалним карактеристикама и функционалним способностима, свакодневно се негирају успесима које жене постижу у фудбалу.

### Настанак женског фудбала
Већ у 12. веку су и жене, као и мушкарци, учествовале у игри званој соул, претечи данашњег фудбала. Прва незванична утакмица за жене одиграна је крајем 17. века у шкотском граду Инвереск. Између удатих и неудатих жена, коју су удате госпође добиле у своју корист. Прва званична утакмица фудбалерки је, Северна Енглеска против Јужне Енглеске, одиграна је 23. марта 1895. године, завршила је резултатом 7:1 и пратило ју је око 10.000 људи. Иако женски фудбал имао своје прво златно доба у Великој Британији почетком 1920-их, када су неке утакмице имале више од 50.000 гледаоца, 5. децембра 1921, енглески фудбалски савез изгласао је забрану игре. Забрана је отказана у јулу 1971. године.
У августу 1917. године одиграо се турнир између женских екипа чије су играчице биле раднице оружаног складишта на североистоку Енглеске. Његов званични назив је био "Tina & Wear TeesAlfred Wood Munition Girl Cup" , али је популарно познат као "Munitionettes Cup". Први освајачи трофеја су биле Блитх Спартанс, које су поразиле Болцков Ваугхан са 5-0 у утакмици одиграној у Миддлесброу 18. маја 1918. године. Турнир је одржаван две године заредом. Број играчица у последњих пет година је утростручен. Европска првенства се играју од 1982. године. Прво Светско првенство за жене организовано је 1991. године у Кини. Док се Европска првенства играју од 1989. године. Сада је Женски фудбал најпопуларнији у САД у, а веома масован је и у Норвешкој, Шведској, Финској, Данској, Немачкој, Белгији, Италији, Француској ..., врло популаран у Кини, Јапану, Кореји, Аустралији. Осваја просторе Бразила, Аргентине, Перуа, Уругваја, Алжира, Израела, Русије, Јордана, Ирана. Стиче популарност и у другим земљама, па и на Балкану: у Румунији, Бугарској, Србији...

### Светска првенства
Светско првенство за жене једно је од најмлађих међународних фудбалских такмичења. Женски фудбал је славио истински долазак у новембру 1991. године када је рођено Светско фудбалско првенство за жене, на амбициозну иницијативу тадашњег ФИФА председника Др Жоао Авеланж. Прво светско првенство за жене играло се у најмногољуднијој земљи Кини. Учествовало је дванаест репрезентација. Американке су освојиле титулу првака, победивши Норвешку са 2:1 пред 65.000 гледалаца на стадиону Тианхе у Гуангџоу.

### Европска првенства
Европско првенство за жене 1982—1984. није било организовано турнирски, него су репрезентације играле по групама кући иу гостима против свакога из групе. Тако су биле организоване и полуфиналне утакмице, те и само финале. Прва финална утакмица играла се у Гетеборгу 21.05.1984. године и сјајна Пиа Сундхаге постиже једини гол и доноси Шведској победу. У реваншу, Енглеска је поравнала резултат, али су Швеђанке ипак славиле након једанаестераца.

### Србија
Први женски фудбалски тим у Краљевини Југославији основан је 1937. у Борову. Постоје извори да се женски фудбал играо 1924. у Нишу.
Почетком августа 1938. најављено је "без сваке шале" да ће "београдска спортска публика имати прилику да види једну ретку спортску сензацију [...] женске фудбалере", када су гостовале екипе из Загреба и Брна.